# Thilo Leugers
Thilo Leugers (* 9. Januar 1991 in Lingen (Ems)) ist ein ehemaliger deutscher Fußballspieler.

## Karriere
Beide Eltern von Thilo Leugers sowie seine große Schwester Svenja sind Fußball-Jugendtrainer beim SV Heidekraut Andervenne; auch seine ältere Schwester Jana ist Fußballerin und spielte für Heike Rheine und den Hamburger SV in der Bundesliga. Im Alter von elf Jahren wechselte Thilo Leugers zum FC Twente Enschede. Hier durchlief er die Jugendausbildung der Fußballakademie FC Twente/Heracles Almelo, ehe er 2009 seinen ersten Vertrag bei der Nachwuchsmannschaft der Enscheder Jong FC Twente unterschrieb.
In der Saison 2010/11 holte ihn Trainer Michel Preud’homme aus dem Nachwuchsteam in die erste Mannschaft. Sein Debüt in der Eredivisie gab der linke Außenverteidiger am 30. Oktober 2010 beim 1:0-Auswärtssieg in Eindhoven bei der PSV, als er nach 63 Minuten gegen einen weiteren 19-Jährigen, den Österreicher Michael Schimpelsberger, ausgewechselt wurde. Nur drei Tage später kam Leugers zu seinem ersten Einsatz in der Champions League. Im Auswärtsspiel bei Werder Bremen war er einer der entscheidenden Spieler beim 2:0-Sieg der Niederländer und durfte über die gesamten 90 Minuten spielen. Drei Wochen später kam er auch im Match bei Inter Mailand zum Einsatz. In der Eredivisie kam er in der Saison 2010/11 achtmal zum Einsatz; in der Saison 2011/12 viermal. Zur Saison 2012/13 wurde Leugers für ein Jahr an den Ligakonkurrenten NAC Breda ausgeliehen, um mehr Spielpraxis sammeln zu können. Nach seiner Rückkehr verletzte er sich zu Saisonbeginn bei einem Freundschaftsspiel gegen Preußen Münster.
Nachdem er 2014 den Verein verlassen hatte und einige Monate vereinslos geblieben war, schloss er sich im Dezember 2014 Atlético Baleares in der drittklassigen spanischen Segunda División B an. Zur Saison 2016/17 wechselte er zum SV Meppen, mit dem er am Ende der Saison in die dritte Liga aufstieg. Im Sommer 2019 wurde der Mittelfeldspieler von Cheftrainer Christian Neidhart zum neuen Mannschaftskapitän ernannt.
Nach einem Kreuzbandriss in der Saisonvorbereitung 2021/22 beendete Leugers im Mai 2022 seine Spielerkarriere.

## Erfolge
- Niederländischer Pokalsieger mit dem FC Twente: 2011
- Niederländischer Vizemeister: 2011
- Niederländischer Supercupsieger: 2010, 2011
- Meister der Regionalliga Nord und Aufstieg in die 3. Liga: 2017